# Pilar Cisneros Sanabria
Pilar Cisneros Sanabria (Mahide, Zamora, 1964) es una periodista española. Desde agosto de 2018 hasta agosto de 2024 presentó, junto a Fernando de Haro, el programa La tarde de Cope.Desde el 2 de septiembre de 2024 presenta en la misma cadena, Mediodía Cope, junto al periodista Jorge Bustos

## Biografía
Nacida en la localidad zamorana de Mahide, ayudaba en la panadería y el bar, propiedad familiar. Desde pequeña descubrió su vocación periodística.
Durante su juventud se trasladó a Madrid, donde compatibilizó sus estudios con prácticas en una emisora de radio musical en Pozuelo de Alarcón. Tras una esporádica incursión en el diario El Mundo y en Popular TV a través del programa Pongamos que hablo de Madrid, regresó definitivamente a la radio.
En 1995 llegó a la cadena COPE, y dirigió y presentó diversos programas: La Gran Manzana, La mañana en Madrid, La Atalaya con César Lumbreras, el magazine Fin de semana, Mediodía Cope con José Luis Pérez primero, y Antonio Herráiz después. Desde 2018 hasta 2024 ha presentado el programa La Tarde de Cope, con Fernando de Haro.El 2 de septiembre de 2024 se puso al frente de Mediodía junto con Jorge Bustos

## Premios
- Antena de Plata de Radio (2019), otorgado por la Federación de Asociaciones de Radio y Televisión de España, en la categoría de radio, por el programa "La Tarde de Cope".[6]
- Antena de Oro de Radio (2018), otorgado por la Federación de Asociaciones de Radio y Televisión de España, en la categoría de radio, por el programa "La Tarde de Cope".[7][8]
- Premio Guillermo Marconi de Radio - Premios Villa de Madrid (2008), entregado por el Ayuntamiento de Madrid en la categoría de Radio y televisión.[9]